# Stauseen in Südtirol
Die Stauseen in Südtirol dienen der energetischen Nutzung des Wassers für die Stromproduktion. Gleich sechs der Südtiroler Stauseen bedienen die Wasserkraftwerke im Ultental.

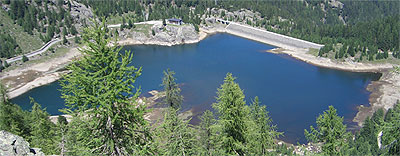
Weißbrunnsee

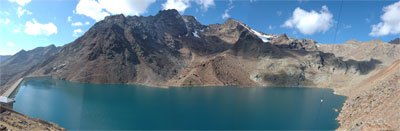
Arzkarsee

## Auflistung der Stauseen
|                              | Stauvolumen    | Fläche | m ü. M. | Gemeinde                  |                |
| ---------------------------- | -------------- | ------ | ------- | ------------------------- | -------------- |
| Arzkarsee                    | 12.600.000 m³  | 35 ha  | 2250 m  | Ulten                     | Pumpspeicher   |
| Fischersee                   | 28.000 m³      |        | 2068 m  | Ulten                     |                |
| Franzensfester Stausee       | 3.350.000      | 23 ha  | 723 m   | Franzensfeste/Natz-Schabs | Wochenspeicher |
| Grünsee                      | 6.700.000 m³   | 24 ha  | 2529 m  | Ulten                     | Monatsspeicher |
| Mühlbacher Stausee           | 1.770.000 m³   | 26 ha  | 723 m   | Mühlbach/Rodeneck         | Wochenspeicher |
| Neves-Stausee                |                | 48 ha  | 1857 m  | Mühlwald                  |                |
| Olanger (Welsberger) Stausee | 4.800.000 m³   | 44 ha  | 1055 m  | Olang/Welsberg-Taisten    | Wochenspeicher |
| Pankrazer Stausee            | 3.000.000 m³   |        | 809 m   | St. Pankraz               |                |
| Reschensee                   | 120.000.000 m³ | 660 ha | 1498 m  | Graun                     | Jahresspeicher |
| Stramentizzo-Stausee         |                | 67 ha  | 787 m   | Altrei                    |                |
| Vernagt-Stausee              | 43.000.000 m³  | 100 ha | 1689 m  | Schnals                   | Jahresspeicher |
| Weißbrunnsee                 | 1.670.000 m³   | 17 ha  | 1871 m  | Ulten                     | Wochenspeicher |
| Zoggler-Stausee              | 33.100.000 m³  | 143 ha | 1141 m  | Ulten                     | Jahresspeicher |
| Zufrittsee                   | 19.600.000 m³  | 70 ha  | 1850 m  | Martell                   |                |